# 菊地誠一
菊地 誠一（きくち せいいち、1951年（昭和26年）8月29日 - ）は、BS朝日取締役相談役。

## 経歴
- 1974年4月 国際商科大学商学部卒業後、テレビ朝日入社[1]
- 1998年9月 営業本部営業局首都圏営業部長
- 2004年6月 ネットワーク局長
- 2006年6月 朝日放送取締役
- 2008年6月 長野朝日放送代表取締役社長、AC長野パルセイロ相談役
- 2014年6月 BS朝日専務取締役
- 2015年6月 BS朝日代表取締役社長、テレビ朝日取締役
- 2019年6月 BS朝日取締役相談役
- 2023年4月 令和5年春の叙勲　旭日小綬章　受賞